# Montagny-lès-Beaune
 Montagny-lès-Beaune  là một xã ở tỉnh Côte-d'Or trong vùng Bourgogne-Franche-Comté, phía đông nước Pháp. Khu vực này có độ cao từ 194-218 mét trên mực nước biển.